# Morbidita
Morbidita je odborný pojem, jímž se označuje nemocnost či chorobnost u lidí nebo u zvířat. Vyjadřuje se vždy poměrným číslem jakožto poměr počtu nemocných jedinců vůči počtu všech (zdravých i rozličně nemocných) jedinců. U lidí se jedná o důležitý statistický ukazatel nemocnosti obyvatelstva. Podobně důležitým statistickým ukazatelem je pojem mortalita, což je obdobný ukazatel úmrtnosti vztahující se k příslušné chorobě.
Znamená to, že vysoká morbidita představuje vysoké procento nemocných lidí nebo zvířat, u kterých se dané onemocnění vyskytlo, vysoká mortalita pak vysoké procento úmrtnosti na danou chorobu. Z povahy věci pak logicky vyplývá, že mortalita musí být vždy menší nebo maximálně rovna morbiditě.
- Polymorbidita představuje výskyt většího počtu onemocnění (mnohočetné onemocnění), bývá charakteristická ve stáří.
- Komorbidita představuje výskyt více onemocnění současně (souběžné onemocnění).

Existují hypotézy jako je stlačení nemocnosti (anglicky compression of morbidity), které poukazují na nesoulad lepší zdravotní péče a nárůstem nemocnosti.